# Карл I Шенк фон Лимпург
Карл I Шенк фон Лимпург (на немски: Karl I Schenk von Limpurg; * 4 март 1498, замък Лимпург; † 2 септември 1558) е наследствен шенк на Лимпург, господар на Шпекфелд в Бавария.

## Произход
Той е най-големият син на Готфрид I Шенк фон Лимпург (1474 – 1530), господар на Лимпург-Оберзонтхайм, Аделмансфелден, Шпекфелд, Буххорн, и съпругата му графиня Маргарета фон Шлик цу Басано и Вайскирхен († 1538/1539), дъщеря на Хиронимус Шлик, граф фон Пасаун-Вайскирхен († юли 1491) и Маргарет фон Зелкинг. Брат е на Еразмус I Шенк фон Лимпург (1502 – 1553), господар на Оберзонтхайм.
Карл I Шенк фон Лимпург умира на 2 септември 1558 г. на 60 години и е погребан в Айнерсхайм.

## Фамилия
Първи брак: на 7 юни 1523 г. в Арнщат с графиня Отилия фон Шварцбург-Бланкенбург († 11 септември 1495, Зондерсхаузен; † 20 юни 1542), дъщеря на граф Гюнтер XXXIX фон Шварцбург-Арнщат-Бланкенбург (1455 – 1531) и Амалия фон Мансфелд († 1517). Те имат 4 деца:
- Отилия фон Лимпург-Шпекфелд (1525?-152?)
- Георг? фон Лимпург-Шпекфелд (1527?-152?)
- Филип Карл? фон Лимпург-Шпекфелд (1530?-153?)
- София фон Лимпург-Шпекфелд (* 24 март 1535; † 13 септември 1588, Рюденхаузен), омъжена на 16 август 1557 г. в дворец Шпекфелд за граф Георг II фон Кастел (* 16 ноември 1527; † 11 ноември 1597)

Втори брак: през 1543 г. с вилд и Райнграфиня Аделхайд фон Кирбург († 12 октомври 1580, замък Ортенбург, Бауцен), дъщеря на граф Йохан VII фон Салм-Кирбург (1493 – 1531) и графиня Анна фон Изенбург-Бюдинген-Келстербах (1551 – 1557). Те имат 9 деца:
- Барбара? фон Лимпург-Шпекфелд
- Адам Конрад? фон Лимпург-Шпекфелд
- Сузана? фон Лимпург-Шпекфелд
- Елизабета? фон Лимпург-Шпекфелд
- Готфрид II (IV) Шенк фон Лимпург-Шпекфелд (* 1548; † 7 юни 1581, Зомерхаузен), женен 1573 г. за графиня Агнес фон Вид († 1 май 1518)
- Луция фрайин фон Лимпург-Шпекфелд (* 23 ноември 1550, Гайлдорф, † 9 февруари 1626, замък Нов-Ортенбург, Ортенбург), омъжена на 25 февруари 1572 г. за граф Йоахим фон Ортенбург, губернатор на Амберг (* 6 септември 1530; † 19 март 1600)
- Сабина фрайин фон Лимпург-Шпекфелд (* ок. 1549, Оберзонтхайм; † 16 август 1620), омъжена на 22 юли 1574 г. в Шпекфелд за Вайкхард фон Полхайм (* 1553; † 25 май 1609)
- Ева фон Лимпург-Шпекфелд (* 1544; † 25 март 1587), омъжена на 26 ноември 1565 г. за Кристоф III Шенк фон Лимпург-Гайлдорф (* 12 юли 1531; † 3 септември 1574)
- Отилия фон Лимпург-Шпекфелд († 25 април 1620), омъжена I. 1560 г. за Рюдигер VII (IX) фон Щархемберг (* 10 декември 1534; † 5/10 декември 1582), II. на 16 октомври 1595 г. за Волфганг Адам фон Пуххайм († 1629)